# Бангалорская фондовая биржа
Бангалорская фондовая биржа — публичная фондовая биржа, расположенная в Бангалоре, Индия. Была основана в 1963 году и сейчас насчитывает акции 595 компаний, имеющих листинг на бирже. Биржа является крупнейшей в Южной Индии, а также первой в Южной Индии, начав в 1996 проводить электронные торги ценными бумагами.

## События
В сентябре 2005 года биржа объявила о планах стать публичной, распродав по меньшей мере 51 % собственных акций.

## Листинг
Некоторые из крупных и известных компаний, имеющих листинг акций на бирже:
- Infosys
- Wipro
- United Breweries
- Bharat Electronics Limited